# Radmila Šekerinska
Radmila Šekerinska, född 1972, var premiärminister i Makedonien 2004. 